# رویی تاکه‌شیما
رویی تاکه‌شیما (به ژاپنی: 竹島 ルイ たけしま ルイ)، متولد ۱۹۷۳، نویسنده و منتقد دربارهٔ فیلم‌های ژاپنی، نویسنده موسیقی و فرهنگ مردمی اهل ژاپن است. او از تحصیل از دانشگاه هنر موساشینو، دانشکده هنر و طراحی، گروه مطالعات فیلم و رسانه انصراف داد.
از سال ۲۰۰۱، او مجله اینترنتی «POP MASTER» را اداره می‌کند. او به عنوان نویسنده با نشریاتی مانند Real Sound, Quick Japan Web, IGN Japan, CINEMORE, otocoto, MOVIE WALKER PRESS و سایر نشریات همکاری داشته و همچنین به عنوان مفسر در برنامه‌های «پاپ کورن روی پرده نقره‌ای» و «The McGuire Channel» حضور داشته است.